# JR貨物UF42A形コンテナ
UF42A形コンテナ（UF42Aがたコンテナ）は、日本貨物鉄道（JR貨物）輸送用として籍を編入している31 ft 私有コンテナ（冷凍コンテナ）である。
形式の数字部位 「 42 」は、コンテナの容積を元に決定される。このコンテナ容積42 m3の算出は、厳密には端数四捨五入計算の為に、内容積41.5 m3 - 42.4 m3の間に属するコンテナが対象となる。
また形式末尾のアルファベット一桁部位 「 A 」は、コンテナの使用用途（主たる目的）が 「 普通品の輸送 」を表す記号として付与されている。

## 番台毎の概要

### 30000番台
30001 - 30023
ランテック所有。全高2,591 mm（規格外）、全長9,410 mm（規格外）、全幅規格外。コキ100系積載限定。福岡貨物ターミナル駅 - 東京貨物ターミナル駅のみで運用されている。なお、青函トンネルは通過可能。UF42A-38000（後期型）によって2000年代後半にエンジン換装した30016・30017を除き全て置き換えられた。残った2基もUF44A-38000に置き換えられ実働している個体は消滅した。

### 38000番台
38001 - 38018
ランテック所有。全高2,591 mm（規格外）、全長9,410 mm（規格外）、・全幅・総重量規格外。コキ100系貨車積載限定。福岡貨物ターミナル駅・梅田駅 - 東京貨物ターミナル駅のみで運用。なお、青函トンネルは通過可能。後期型のUF42Aによって2000年代後半にエンジン換装した38015 - 38018以外の個体が置き換えられた。残った4基もUF44Aに置き換えられた。また38015のみセンコーグループロゴが上に有った（2019年夏頃に下に移動）

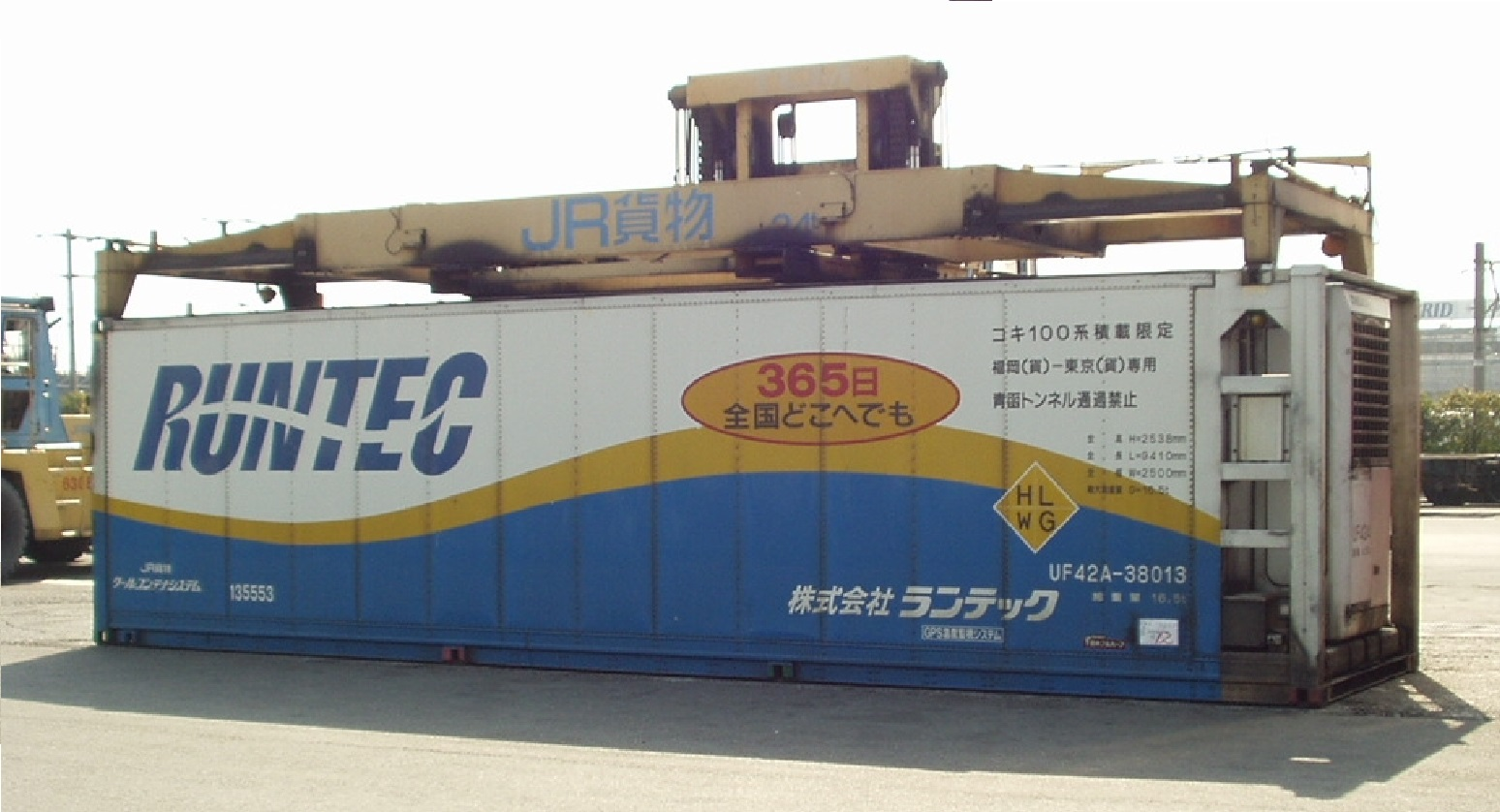
UF42A-38013 ランテック所有。

38019, 38022 - 38028
ヤンマーディーゼル所有。全高・全長規格外、総重量14.5 t（規格外）。コキ100系貨車積載限定。

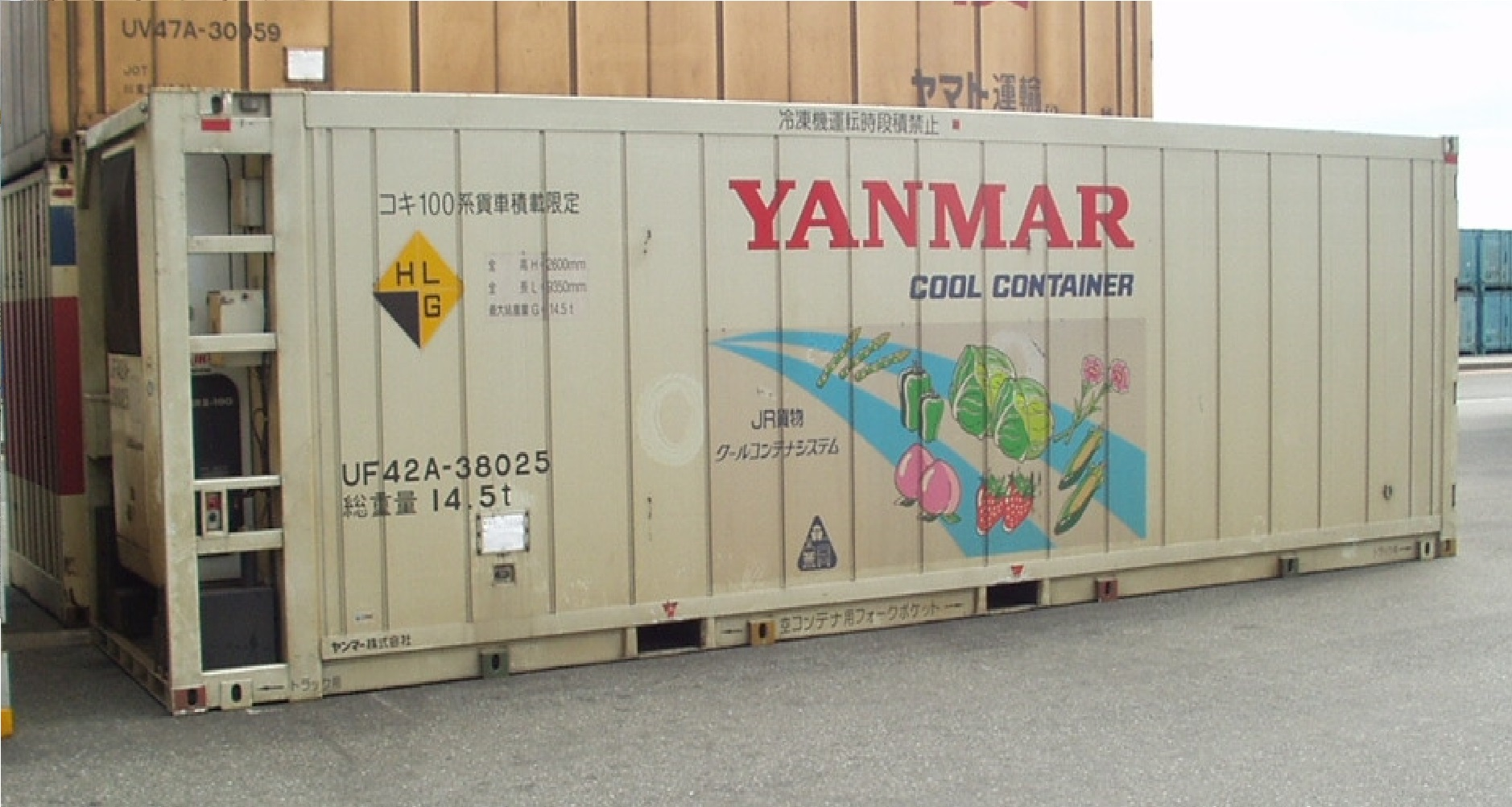
UF42A-38025 ヤンマーディーゼル所有。
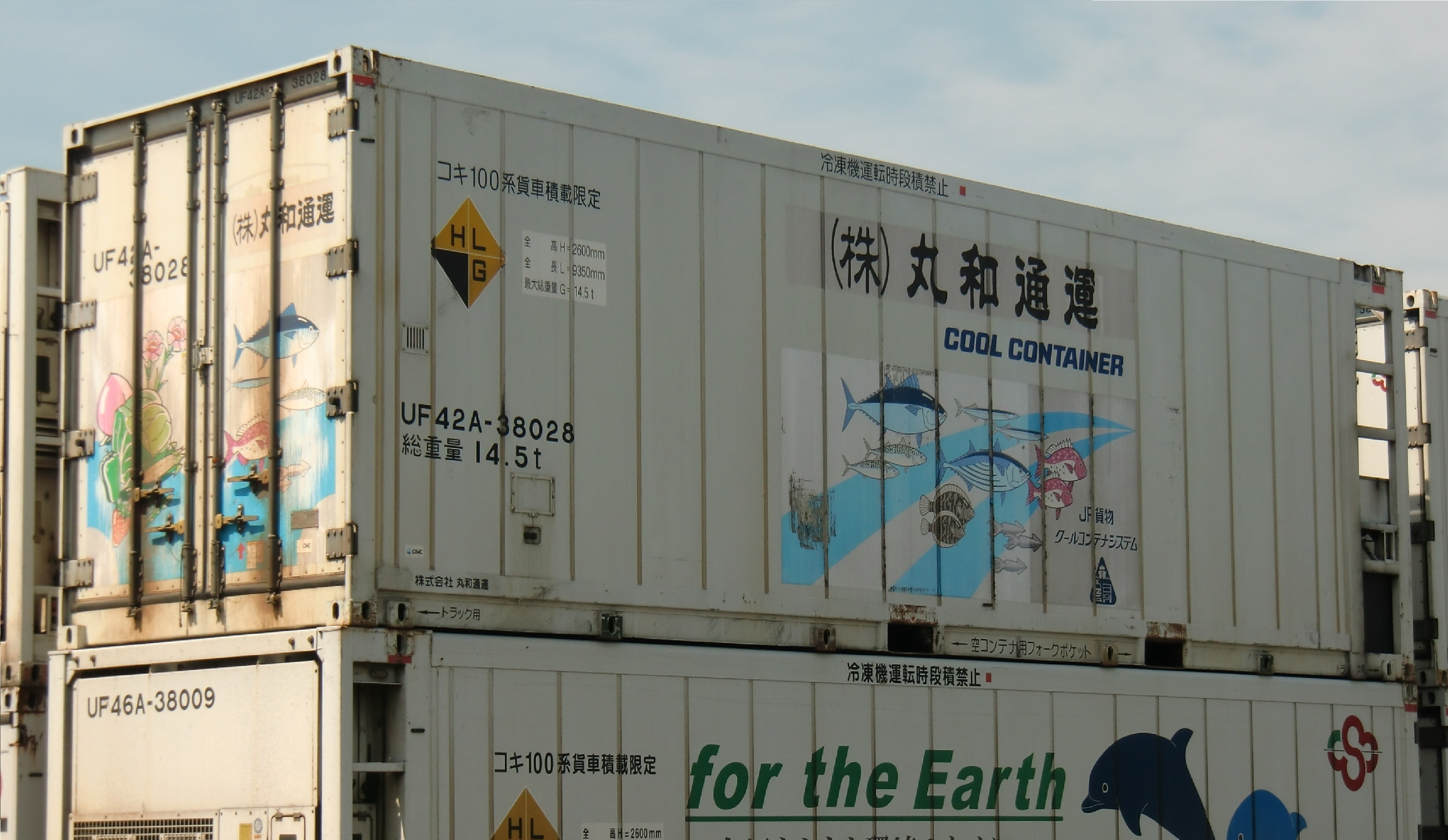
UF42A-38028 丸和通運所有。

38020, 38021
日本通運所有、全高・全長規格外、総重量14.0 t（規格外）。コキ100系貨車積載限定。

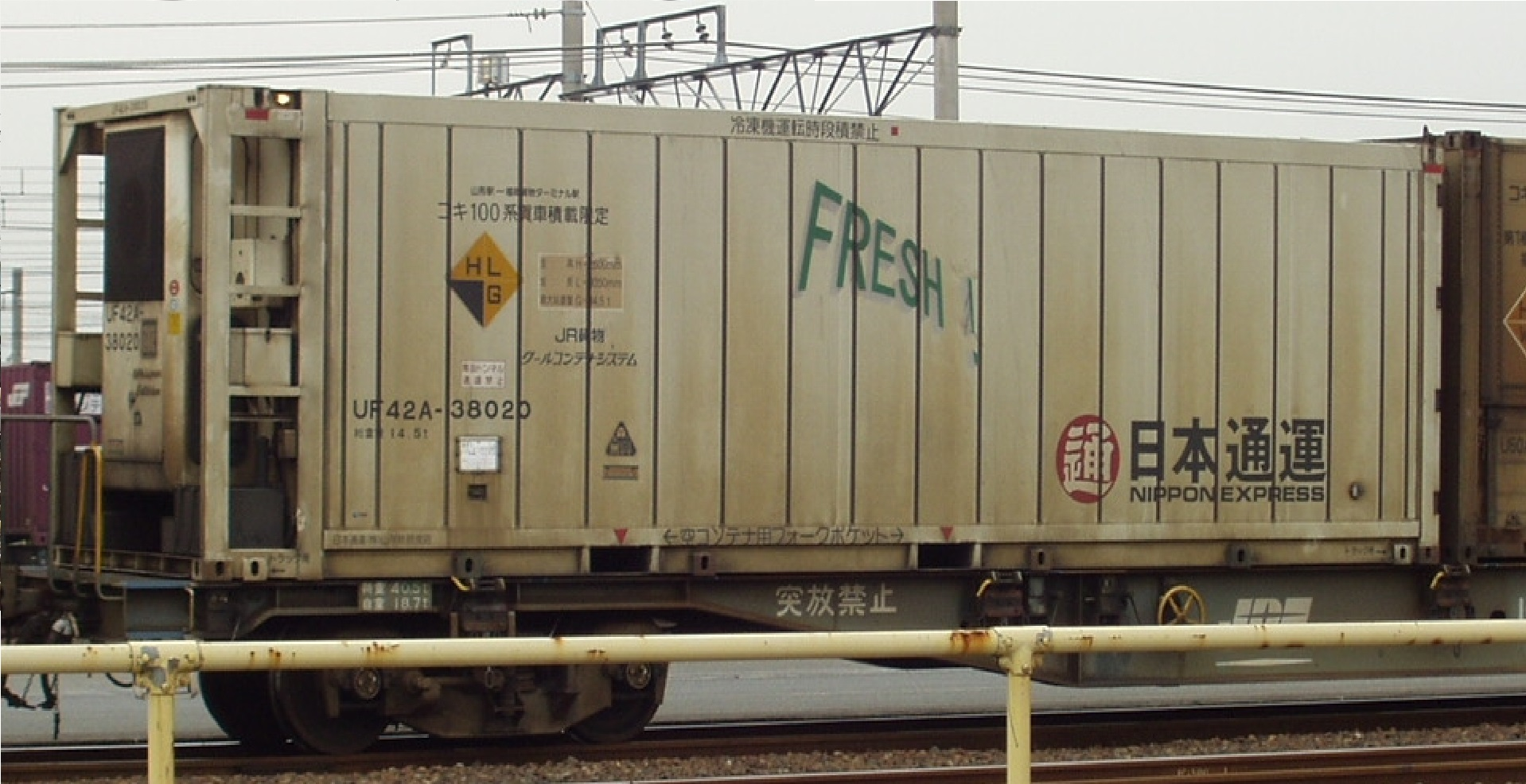
UF42A-38020 日本通運所有。

38029 - 38031
日本石油輸送所有、全高2,591 mm（規格外）、全長9,410 mm（規格外）、総重量14.7 t。コキ100系貨車積載限定。
※38029は元ニチレイ借受で、「JOT」のロゴが異なる。

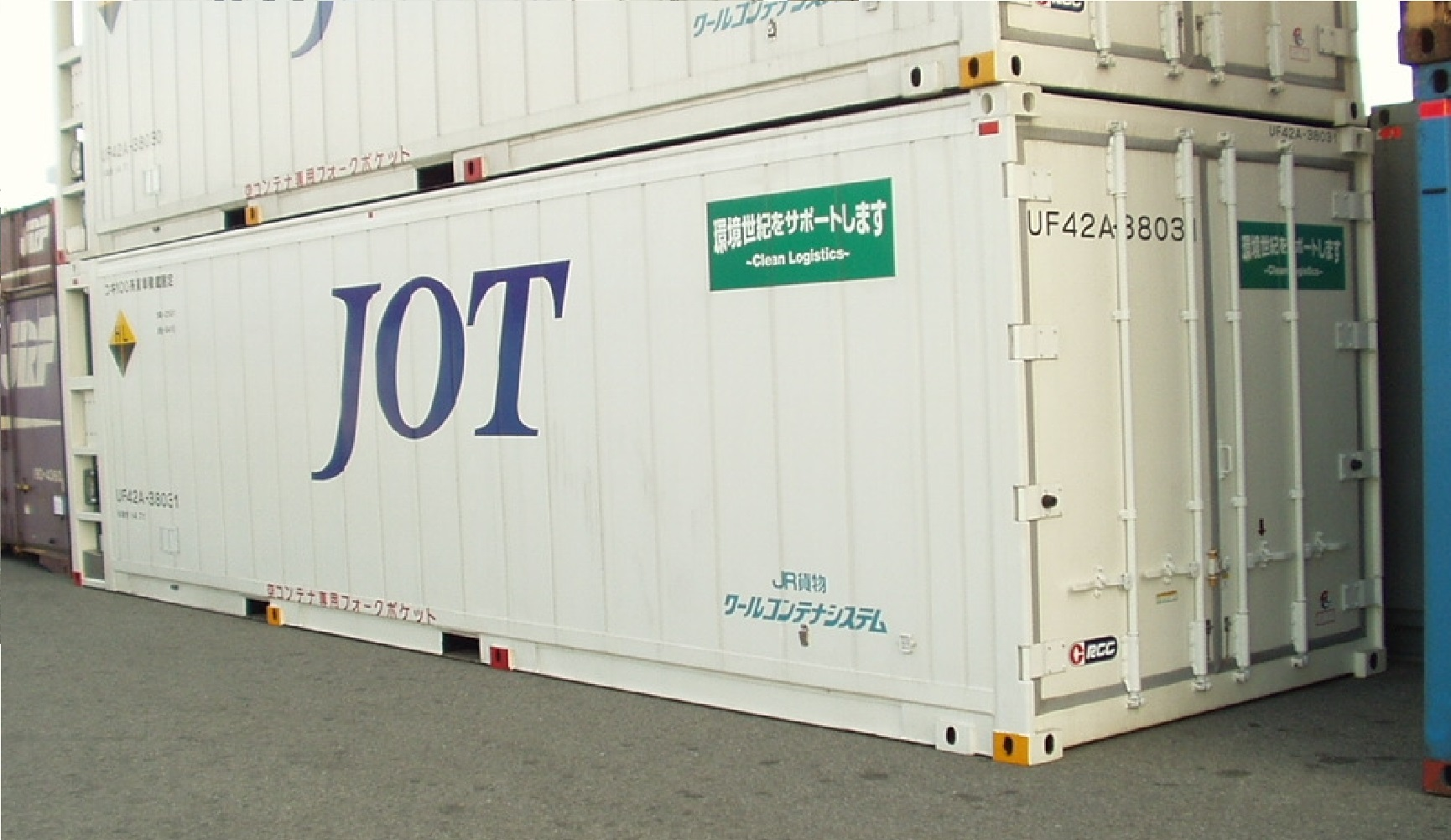
UF42A-38031 日本石油輸送所有。

38032 - 38037
西久大運輸倉庫所有、全高・全長規格外。コキ100系貨車1両につき1個積載限定。隅田川駅 - 札幌貨物ターミナル駅で運用されている。現在は岐阜タ-九州間で運用されている。

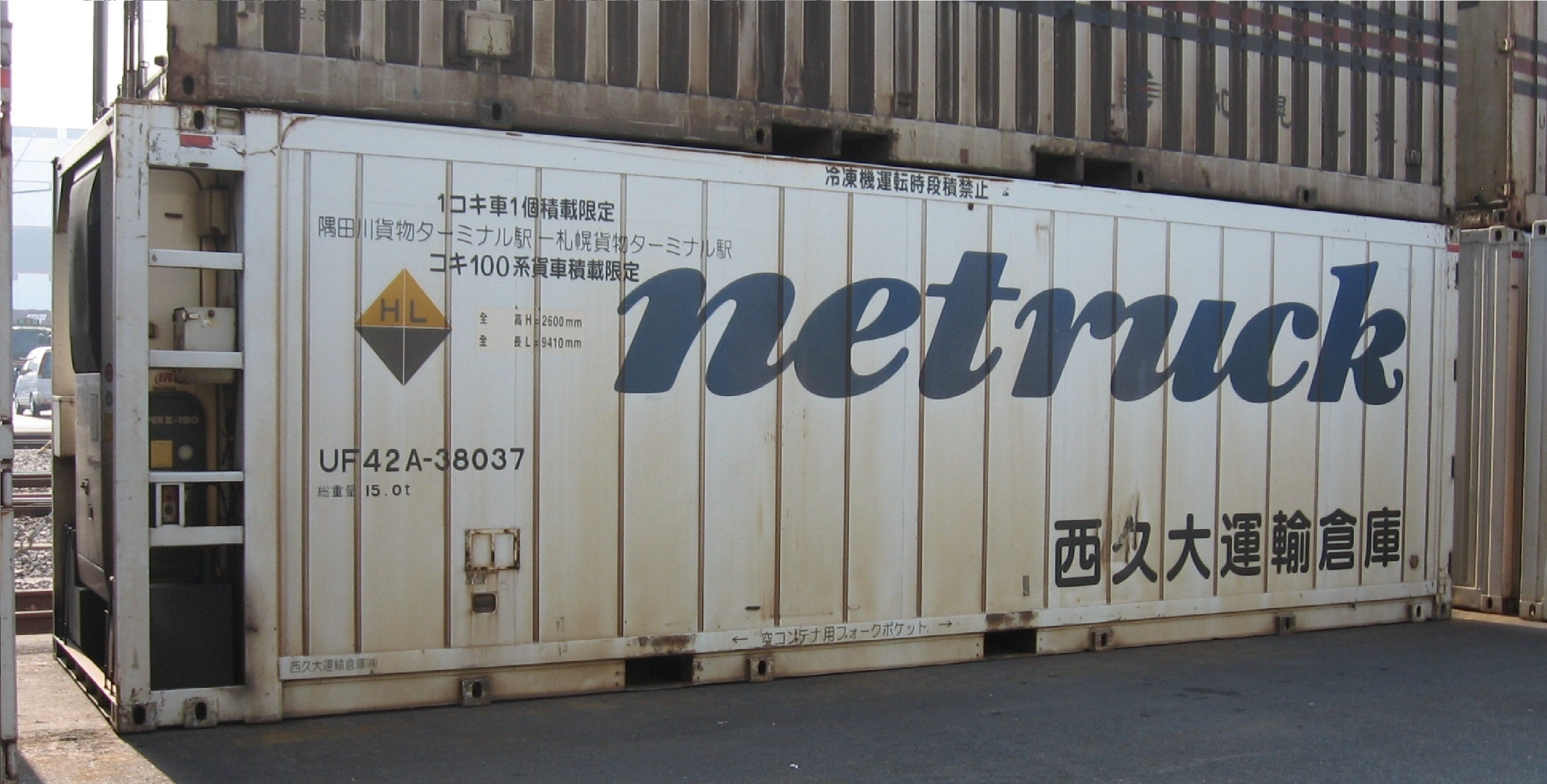
UF42A-38037 西久大運輸倉庫所有。

38038 - 38055
ランテック所有。全高2,600 mm（規格外）、全長9,410 mm（規格外）、総重量16.5 t。
老朽化したUF42A-30000/38000の置き換え用に導入された。センコーグループロゴ導入時下に有った個体もいたが現在は上に移動した。青函トンネル通過可能。

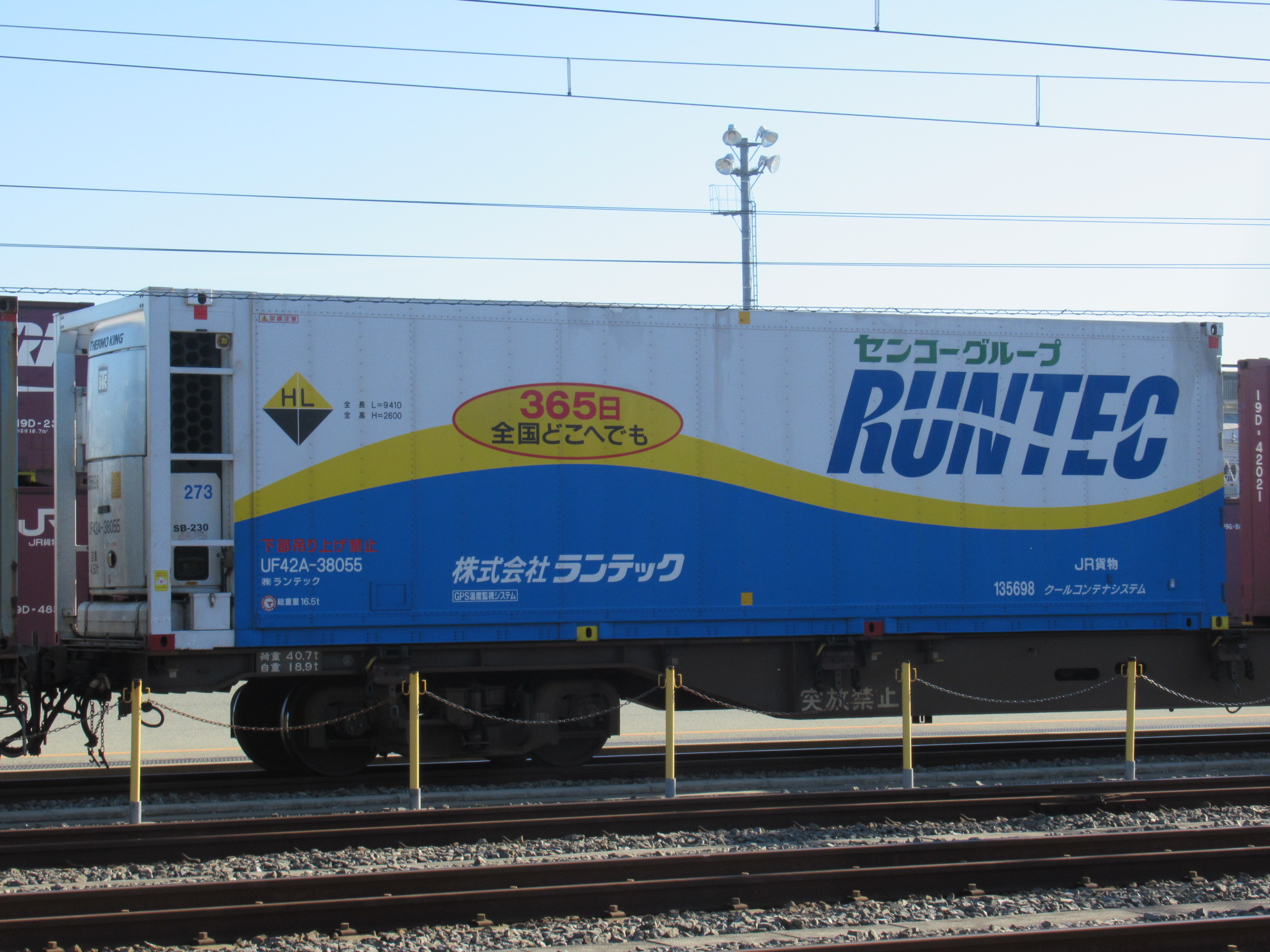
UF42A-38055 ランテック所有。